# Mercator-Piedmont-Gletscher
Der Mercator-Piedmont-Gletscher ist ein Vorlandgletscher mit gemächlichem Gefälle an der Bowman-Küste des Grahamlands auf der Antarktischen Halbinsel. Er liegt am Kopfende des Mobiloil Inlet und wird vom Gibbs-, Lammers- und Weyerhaeuser-Gletscher gespeist.
Der US-amerikanische Polarforschers Lincoln Ellsworth fotografierte ihn bei einem Überflug im November 1935. Die dabei entstandenen Luftaufnahmen dienten dem US-amerikanischen Kartografen W. L. G. Joerg für eine erste Kartierung. Die beiden US-amerikanischen Polarforscher Finn Ronne und Carl R. Eklund (1909–1962) besuchten den Gletscher im Rahmen der United States Antarctic Service Expedition (1939–1941) auf dem Landweg. Der Falkland Islands Dependencies Survey nahm 1958 Vermessungen vor. Das UK Antarctic Place-Names Committee benannte den Gletscher 1962 nach dem flämischen Kartografen Gerhard Mercator (1512–1594), der 1568 die nach ihm benannte Projektionsmethode zur winkeltreuen Abbildung der Erdoberfläche entwickelte.